# Guillermo Fayed
Guillermo Fayed (Chamonix-Mont-Blanc, 28 novembre 1985) è un ex sciatore alpino francese specialista della discesa libera.

## Biografia
Attivo in gare FIS dal dicembre del 2000, Fayed ha esordito in Coppa Europa il 4 febbraio 2004 a Les Orres in discesa libera, senza completare la gara, mentre l'anno seguente ha partecipato ai Mondiali juniores di Bardonecchia. Il 10 dicembre 2005 ha esordito in Coppa del Mondo partecipando alla discesa libera di Val-d'Isère, gara in cui si è piazzato 53º. Il giorno seguente, nella medesima località, ha ottenuto i primi punti nel circuito giungendo 29º in supercombinata. Nel febbraio 2010 è stato convocato a far parte della rappresentativa francese ai XXI Giochi olimpici invernali di Vancouver 2010, sua prima presenza olimpica, dove Fayed è arrivato 26º nella discesa libera e 22º nel supergigante.
Nel 2011 ha esordito ai Campionati mondiali: nella rassegna iridata di Garmisch-Partenkirchen si è classificato 23º nella discesa libera. Nella medesima specialità ai Mondiali di Schladming 2013 è stato 21º, mentre ai XXII Giochi olimpici invernali di Soči 2014, sua ultima presenza olimpica, si è classificato 26º. All'inizio della stagione 2014-2015 ha colto il suo primo podio in Coppa del Mondo, classificandosi al 2º posto nella discesa libera di Lake Louise del 29 novembre, mentre ai Vail/Beaver Creek 2015 è stato 5º nella discesa libera.
Sempre in discesa libera il 19 dicembre 2015 ha ottenuto in Val Gardena il suo ultimo podio Coppa del Mondo (2º) e ai Mondiali di Sankt Moritz 2017, suo congedo iridato, si è classificato 14º. Si è ritirato durante la stagione 2017-2018 e la sua ultima gara in carriera è stata la discesa libera di Coppa del Mondo di Kitzbühel del 20 gennaio, chiusa da Fayed al 42º posto.

## Palmarès

### Coppa del Mondo
- Miglior piazzamento in classifica generale: 17º nel 2015
- 4 podi:
  - 2 secondi posti
  - 2 terzi posti

### Coppa Europa
- Miglior piazzamento in classifica generale: 17º nel 2015

### South American Cup
- Miglior piazzamento in classifica generale: 20º nel 2013
- 1 podio:
  - 1 terzo posto

### Campionati francesi
- 2 medaglie[1]:
  - 2 argenti (discesa libera nel 2005; discesa libera nel 2007)